# Bedellia
Bedellia — рід лускокрилих комах, єдиний у родині Bedelliidae. Містить 16 видів.

## Таксономія
Інколи, рід відносять до складу родини Lyonetiidae.

## Поширення
В Україні трапляється вид Bedellia somnulentella, личинки якого розвиваються на рослинах родини берізкових (Convulvulaceae).

## Опис
Дрібні вузькокрилі молі, з розмахом крил 8-11 мм. Крила, як правило, коричневого кольору. Голова відносно велика з пучком волосинок на лобі. Вусики довгі, майже такі ж, як передні крила. Ноги імаго довгі і стрункі. Личинки характеризуються наявністю незвично довгих псевдоніжок.

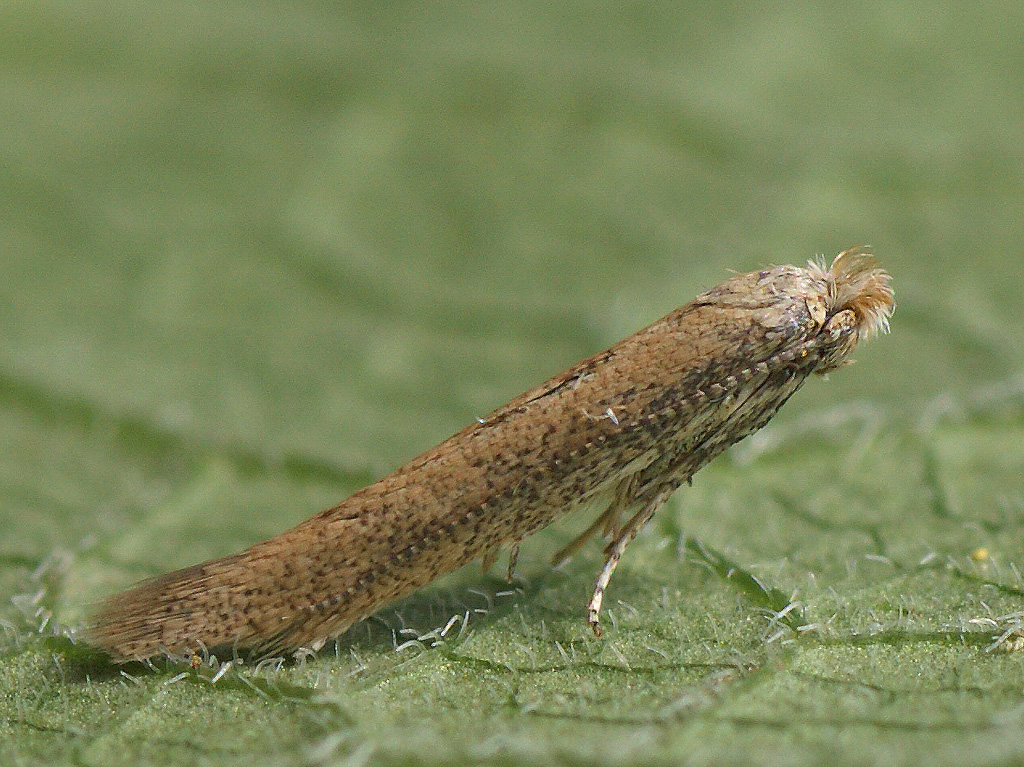
Імаго Bedellia somnulentella
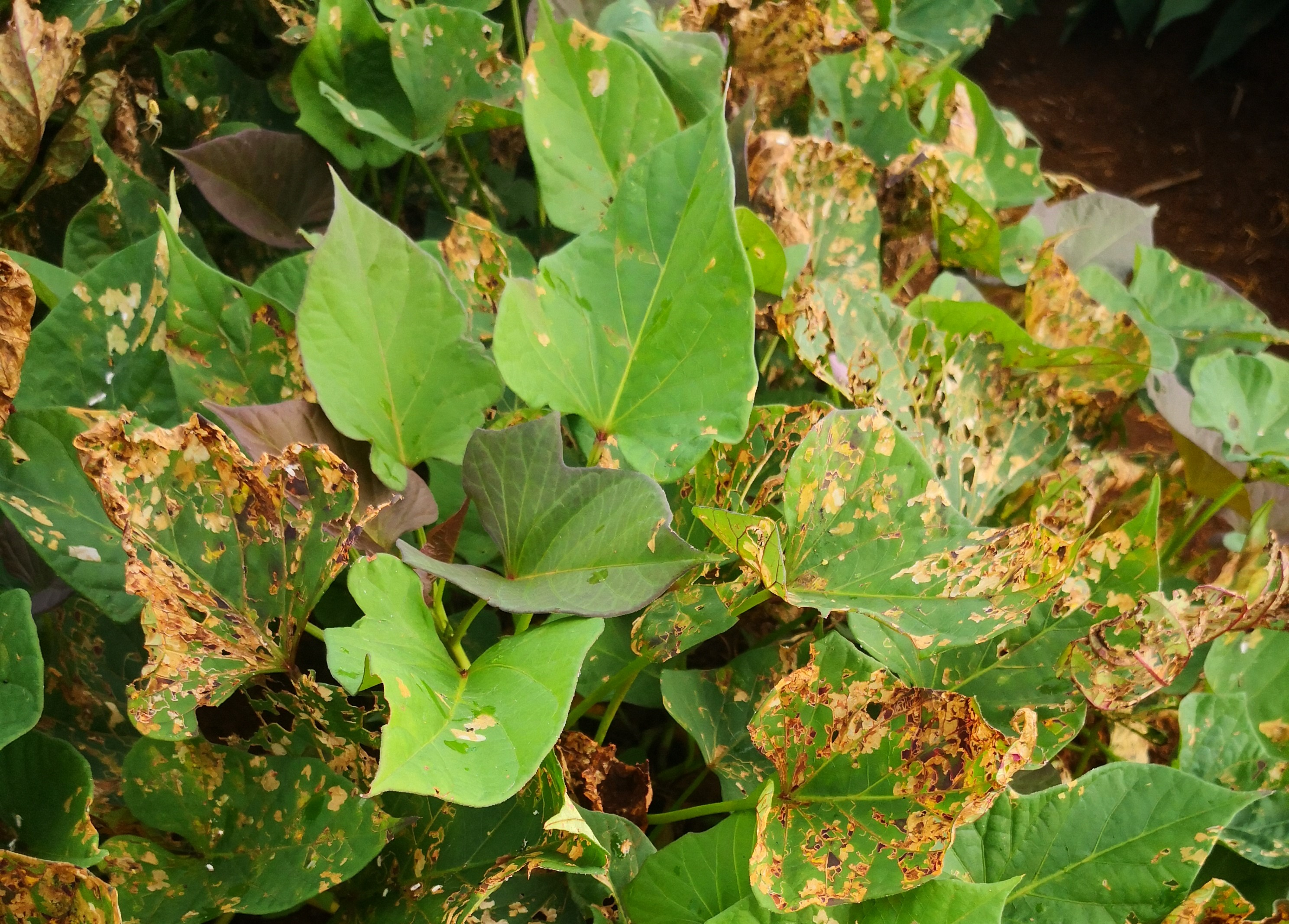
Листя пошкоджене личинками Bedellia somnulentella

## Види
- Bedellia annuligera Meyrick, 1928
- Bedellia autoconis Meyrick, 1930
- Bedellia boehmeriella Swezey, 1912
- Bedellia cathareuta Meyrick, 1911
- Bedellia ehikella Szöcs, 1967
- Bedellia enthrypta Meyrick, 1928
- Bedellia ipomoella Inoue & al., 1982
- Bedellia luridella Müller-Rutz, 1922
- Bedellia minor Busck, 1900
- Bedellia ophismeniella Swezey, 1912
- Bedellia orchilella Walsingham, 1907
- Bedellia psamminella Meyrick, 1889
- Bedellia silvicolella Klimesch, 1968
- Bedellia somnulentella Zeller, 1847
- Bedellia spectrodes Meyrick, 1931
- Bedellia struthionella Walsingham, 1907
- Bedellia terenodes Meyrick, 1915
- Bedellia yasumatsui Kuroko, 1972